# Прапор Вишнівки (Коломийський район)
Прапор Вишнівки — офіційний символ села Вишнівка, Коломийського району Івано-Франківської області, затверджений 27 січня 2023 р. рішенням сесії Заболотівської селищної ради.
Автори — А. Гречило та В. Косован.

## Опис
Квадратне біле полотнище, на якому дві червоні вишні на з’єднаних зелених плодоніжках із такими ж двома листочками; з верхнього краю відходить на відстань в 1/5 сторони прапора зелена лиштва у формі шести вишневих листочків.

## Значення символів
Вишні є називним символом, який асоціюється з назвою поселення. Листкоподібна глава (на прапорі – лиштва) доповнює цю символіку та підкреслює багатство місцевої природи.